# フアン・ヘルマン
フアン・ヘルマン（Juan Gelman、1930年5月3日 - 2014年1月14日）は、アルゼンチンの詩人。
1930年、アルゼンチンのブエノスアイレスに、ウクライナ系ユダヤ人の子として生まれる。汚い戦争の際には息子を殺害されている。2007年にセルバンテス賞を受賞した。2014年、メキシコシティの病院で死去。83歳没。骨髄異形成症候群を患っていた。

## 受賞歴
- セルバンテス賞（2007年）

## 主な作品

### 詩
- Juan Gelman, 1993
- Unthinkable tenderness, Joan Lindgren共著, 1997
- Prosa de prensa, 1997
- Ni el flaco perdón de Diós : hijos de desaparecidos, 1997
- En el hoy y mañana y ayer, 2000
- Pesar todo, 2001
- Afganistán, Iraq : el imperio empantanado, 2003
- Miradas : de poetas, escritores y artistas, 2004

### 批評
- Oficio ardiente, 2005

## 日本語訳された作品
- 『価値ある痛み―フアン・ヘルマン詩集』寺尾隆吉訳、現代企画室、2010年